# Квінкватрії
Квінкватрії (лат. Quinquatrus або лат. Quinquatria) — у Стародавньому Римі свято на честь Марса і особливо Мінерви, з 19 по 23 березня.
Помилково розуміли назву свята, яка означає п'ятий день після ід. Це призвело згодом до того, що свято на честь Мінерви справлявся п'ять днів поспіль. У ньому брали участь всі, чиї заняття знаходилися під заступництвом богині: учні і вчителі, в'язальниці і прядильниці, всякого роду ремісники і художники, лікарі і поети.
У червні цех флейтистів святкував на честь богині протягом трьох днів малі квінкватрії (quinquatria minores або quinquatria minusculae) з 13 по 15 червня.